# استرالیند، استرالیای غربی
استرالیند (به انگلیسی: Australind) یک شهرک در استرالیا است که در Shire of Harvey واقع شده‌است.